# Пышное (Полтавская область)
Пышное (укр. Пишне) — село, Новаковский сельский совет, Лубенский район, Полтавская область, Украина.
Код КОАТУУ — 5322885102. Население по переписи 2001 года составляло 138 человек.
Село упоминается на специальной карте Западной части России Шуберта 1826—1840 годов.

## Географическое положение
Село Пышное находится у истоков реки Ольшанка,
ниже по течению на расстоянии в 2 км расположено село Тарандинцы.
Через село проходят автомобильная дорога М-03 и
железная дорога, станция Вилы в 1,5 км.